# Ouloumsa
Ouloumsa (ou Oulamsoua) est une localité du Cameroun située dans le département du Logone-et-Chari et la Région de l'Extrême-Nord, au sud du lac Tchad, à la frontière avec le Tchad. Elle fait partie de la commune de Logone-Birni et du canton de Madiako. On distingue parfois Ouloumsa Massa et Ouloumsa Mousgoum.

## Population
Lors du recensement de 2005, 260 personnes ont été dénombrées à Ouloumsa Massa et 221 à Ouloumsa Mousgoum. 